# Torneo Interbritannico 1899
Il Torneo Interbritannico 1899 fu la sedicesima edizione del torneo di calcio conteso tra le Home Nations dell'arcipelago britannico. Il torneo fu vinto dalla nazionale inglese. 

## Risultati
| Data             | Luogo      | Squadra 1   | Risultato | Squadra 2 |
| ---------------- | ---------- | ----------- | --------- | --------- |
| 18 febbraio 1899 | Sunderland | Inghilterra | 13 - 2    | Irlanda   |
| 4 marzo 1899     | Belfast    | Irlanda     | 1 - 0     | Galles    |
| 18 marzo 1899    | Wrexham    | Galles      | 0 - 6     | Scozia    |
| 20 marzo 1899    | Bristol    | Inghilterra | 4 - 0     | Galles    |
| 25 marzo 1899    | Glasgow    | Scozia      | 9 - 1     | Irlanda   |
| 8 aprile 1899    | Birmingham | Inghilterra | 2 - 1     | Scozia    |

## Classifica
| Pos | Squadra     | Pti | G | V | N | P | GF | GS |
| --- | ----------- | --- | - | - | - | - | -- | -- |
| 1   | Inghilterra | 6   | 3 | 3 | 0 | 0 | 19 | 3  |
| 2   | Scozia      | 4   | 3 | 2 | 0 | 1 | 16 | 3  |
| 3   | Irlanda     | 2   | 3 | 1 | 0 | 2 | 4  | 22 |
| 4   | Galles      | 0   | 3 | 0 | 0 | 3 | 0  | 11 |

## Vincitore
| Campione 1899 Inghilterra |